# Station Kiyomizu-Gojo
Station Kiyomizu-Gojō (清水五条駅, Kiyomizu-Gojō-eki) is een spoorwegstation in de wijk Higashiyama-ku in de Japanse stad  Kyoto. Het wordt aangedaan door de Keihan-lijn. Het station heeft twee sporen, gelegen aan een enkel eilandperron. Het station is vernoemd naar de straat Gojō-dōri en de nabijgelegen tempel Kiyomizu-tempel. 

## Treindienst

### Keihan-lijn
| 1 | ■ Keihan-lijn | richting Sanjō en Demachiyanagi                            |
| 2 | ■ Keihan-lijn | richting Hirakatashi, Kyōbashi, Yodoyabashi en Nakanoshima |

## Geschiedenis
Het station werd in 1910 onder de naam Gojō geopend. In 2008 werd er Kiyomizu-dera aan de naam toegevoegd.

## Overig openbaar vervoer
Bussen 80, 82, 83C, 84B, 84C, 86A, 86B, 87B en 88B.

## Stationsomgeving
- Kiyomizu-tempel
- Ōtani Honbyō (mausoleum)
- Jishu-schrijn
- Wakamiya Hachimangu-schrijn
- Rokudō Chinno-tempel
- Stadsdeelkantoor van Higashiyama
- Kawabata-dōri (straat)
- Gojō-dōri (straat)
- Gojō-Ōbashi (brug)
- Gojō-Rakuen (rosse buurt)
- Kennin-tempel
- Kantoor van ExcelHuman
- FamilyMart
- Circle-K
- 7-Eleven